# Росголт (Південна Дакота)
Росголт (англ. Rosholt) — місто (англ. town) в США, в окрузі Робертс штату Південна Дакота. Населення — 379 осіб (2020).

## Географія
Росголт розташований за координатами 45°51′58″ пн. ш. 96°43′54″ зх. д. / 45.86611° пн. ш. 96.73167° зх. д. (45.866200, -96.731747).  За даними Бюро перепису населення США в 2010 році місто мало площу 0,76 км², уся площа — суходіл.

## Демографія
Згідно з переписом 2010 року, у місті мешкали 423 особи в 197 домогосподарствах у складі 106 родин. Густота населення становила 555 осіб/км².  Було 228 помешкань (299/км²).
Расовий склад населення:
| - 92,7 % — білих - 3,3 % — корінних американців |

До двох чи більше рас належало 4,0 %. Частка іспаномовних становила 0,2 % від усіх жителів.
За віковим діапазоном населення розподілялося таким чином: 17,3 % — особи молодші 18 років, 47,0 % — особи у віці 18—64 років, 35,7 % — особи у віці 65 років та старші. Медіана віку мешканця становила 53,0 року. На 100 осіб жіночої статі у місті припадало 80,8 чоловіків;  на 100 жінок у віці від 18 років та старших — 78,6 чоловіків також старших 18 років.
Середній дохід на одне домашнє господарство  становив 57 091 долар США (медіана — 50 417), а середній дохід на одну сім'ю — 66 653 долари (медіана — 68 333). За межею бідності перебувало 14,0 % осіб, у тому числі 28,2 % дітей у віці до 18 років та 10,8 % осіб у віці 65 років та старших.
Цивільне працевлаштоване населення становило 213 осіб. Основні галузі зайнятості: освіта, охорона здоров'я та соціальна допомога — 23,9 %, виробництво — 12,2 %, оптова торгівля — 9,4 %, роздрібна торгівля — 9,4 %.